# Buchgemeinschaft Donauland
Die Buchgemeinschaft Donauland, kurz auch Donauland, ist einer der führenden Medienanbieter Österreichs mit Sitz in Wien in der Walfischgasse. Die Logistik ist in Wolfurt-Bahnhof angesiedelt. Ziel der Buchgemeinschaft ist es, Bücher den Mitgliedern der Gemeinschaft zum reduzierten Preis gegenüber dem Buch im regulären Buchhandel mit Buchpreisbindung anzubieten. Die gelingt durch eine hohe Anzahl von Mitgliedern und die Kaufverpflichtung der Mitglieder.

## Geschichte
1950 gründeten Rudolf Kremayr und Wilhelm Scheriau die Buchgemeinschaft Donauland und 1951 den zugehörigen Verlag Kremayr & Scheriau. Die Gründer setzten auf persönliche Kundenbetreuung durch firmeneigene Mitarbeiter und Bezahlung der Bücher in drei Monatsraten. Der erste Titel im Programm war Eva Faschaunerin, ein Roman der Kärntner Autorin Maria Steurer. Ländlich-alpine Zielgruppen und ideologisch eher „national“ geprägte Autoren und Stoffe prägten die erste Zeit des Unternehmens. Schon 1954 wurde allerdings eine erste Buchhandlung in Wien in der Wipplingerstraße eröffnet.
Bei rasch steigenden Mitgliederzahlen zählte die Buchgemeinschaft damals 310.000 Mitglieder, 154 Wiener Betreuer und 700 Ortsagenturen mit 840 Betreuern. 1956 gelang Donauland mit 158.000 verkauften Exemplaren von Margaret Mitchells Vom Winde verweht ein Sensationserfolg. Die in diesem Jahr gegründete Schallplattengemeinschaft wurde 1963 mit der Buchgemeinschaft zusammengelegt. Angesichts der zunehmenden Schwierigkeiten, Lizenzen für internationale Bestseller zu bekommen, kam es 1966 zur Kooperation mit dem Bertelsmann-Buchclub Europaring. Die Zusammenarbeit mit dem von Reinhard Mohn gegründeten Bertelsmann-Konzern führte auch zu einer merklichen Steigerung der Qualität des Angebots.
1969 erfolgte die Fusion von Donauland mit dem Bertelsmann Club und dem Europaring Salzburg. Nach Wachstum in den 1970er-Jahren wurde 1975 zum 25-Jahre-Jubiläum die Donauland-Stiftung gegründet. Diese vergab bis 2016 den mit 100.000 Schilling (später 7500 Euro) dotierten DANUBIUS Donauland-Sachbuchpreis. Erster Preisträger war Konrad Lorenz.
1980 erhielt Donauland die Staatliche Auszeichnung und durfte ab dann das Bundeswappen im Geschäftsverkehr führen. 1985 erzielte das Unternehmen mit „Österreich II“ von Hugo Portisch einen bis heute unübertroffenen Verkaufserfolg (320.000 Exemplare). 1989 wurde die Deutsche Buchgemeinschaft in Österreich und Südtirol übernommen, 1990 die Österreich-Filiale des Deutschen Bücherbundes. Angesichts des Niedergangs der Büchergilde Gutenberg wurde Donauland zum einzigen großen Buchclub Österreichs. 1992 wurde seitens des Unternehmens in Ungarn der Magyar Könyvklub und in der Tschechischen Republik der Knižní Klub gegründet. Nach zwei Jahren gab es jeweils etwa 500.000 Mitglieder in beiden Ländern.
Ab dem 1. Jänner 2001 gehörte Donauland zur DirectGroup Bertelsmann, der Holding für die internationalen Buchclubs des Medienkonzerns. Zu dieser Holding gehörten auch andere Buchclubs des Bertelsmann-Konzerns wie Club Bertelsmann in Deutschland, NSB in der Schweiz, Circulo de Lectores in Spanien und Portugal, Columbia House in den USA, France Loisirs in Frankreich und oben Donauland. Die Führung des Unternehmens übernahm Fernando Caro, der vom spanischen Buchclub kam und den deutschen Buchclub inklusive Donauland übernahm.
Aufgrund sinkender Mitgliederzahlen weltweit entschied der neue Vorstandschef, Hartmut Ostrowski, des Haupteigentümers Bertelsmann 2008, sich aus dem Musikgeschäft Sony BMG sowie Buchclubgeschäft DirectGroup Bertelsmann zurückzuziehen.
2010 teilte Donauland mit, dass aufgrund des immer stärker werdenden Internet-Geschäfts alle Filialen in Österreich geschlossen werden. Donauland wurde sodann als reines Versandhandelsunternehmen mit Katalog- und Webshop-Angebot weitergeführt. Die Mitgliederbetreuung wurde mit dem deutschen Club Bertelsmann zusammengelegt. Die Marke Donauland sowie der eigenständige Katalog blieben erhalten. Im Bertelsmann-Konzert wurden die Buchclubs 2011 als eigener Geschäftsbereich DirectGroup Bertelsmann aufgelöst.
Im Jahre 2014 wurde bekannt, dass der Club Bertelsmann in Deutschland, zu dem auch Donauland und die NSB gehörten, zum Ende des Jahres 2015 geschlossen wird.
Martin Scheriau, der Sohn des Gründers Wilhelm Scheriau, gelang es 2002 die Bertelsmann-Anteile des Buchverlags Kremayr & Scheriau sowie 2015 die Bertelsmann-Anteile des Buchgemeinschaft Donauland zurückzukaufen und sie wieder in den Familienbesitz zu bringen. Die Mitgliederbetreuung zog somit wieder nach Wien zurück und Martin Scheriau übernahm die Geschäftsführung. Für die Betreuung, Logistik, Marketing und Versand schloss er eine Kooperation mit der S24D Shop24Direct GmbH in Wien ab, ein Tochterunternehmen der AC Distribution & Marketing GmbH, besser bekannt unter Shop24Direct, ab.
Seither betreuen beide Unternehmen die Mitglieder, bringen regelmäßig Sonderausgaben heraus und kooperieren mit beliebten Künstlern aus dem Musikbereich wie z. B. Die Seer im Jahre 2019. Die Betreuung der Mitglieder erfolgt durch monatliche Versandhandelskataloge in unterschiedlichen Formaten, Mailings per Post sowie Newsletter via E-Mail. Die Webseite wird ebenfalls betrieben.

## Donauland SachbuchpreisDanubius
Die Buchgemeinschaft Donauland gründete den Donauland Sachbuchpreis Danubius. Die Besonderheit dieses Preises war, dass ausschließlich Sachbuch-Autoren für ihr Gesamtwerk ausgezeichnet worden. Der Preis wurde von 1975 bis 2016 vergeben. Seit 2000 gemeinsam mit der österreichischen öffentlich-rechtlichen Rundfunkanstalt ORF.